# Gangsta Rap Made Me Do It
Gangsta Rap Made Me Do It (lett. "Il gangsta rap me l'ha fatto fare") è il primo singolo estratto dall'album del 2008 Raw Footage, del rapper statunitense Ice Cube. Questa traccia è stata pubblicata il 3 gennaio 2008, in anteprima rispetto al resto dell'album, uscito invece per intero il 19 agosto dello stesso anno.
Questo singolo rappresenta inoltre la canzone di maggiore successo di tutto l'album, assieme alle canzoni Why Me? e Do Ya Thang, anch'esse pubblicate precedentemente rispetto all'album.

## Descrizione
Il singolo mira a criticare tutti quei rapper che commettono azioni cruente e diseducative, per poi utilizzare il gangsta rap come "capro espiatorio", tentando di giustificarsi dicendo di aver semplicemente seguito le "usanze" di questo genere musicale: infatti la giustificazione "Ain't nothing to it, Gangsta Rap Made Me Do It" ("Non ci posso fare niente, me l'ha fatto fare il gangsta rap") è ripetuta diverse volte nel ritornello, e dona anche il titolo all'intera canzone. L'artista vuole perciò confutare la diffusa idea per cui il gangsta rap e il rap in generale sono considerati le radici di tutti i crimini violenti che avvengono sulle strade americane, e dimostrare che, in realtà, dipende tutto dall'integrità della persona, che essa faccia rap oppure no.

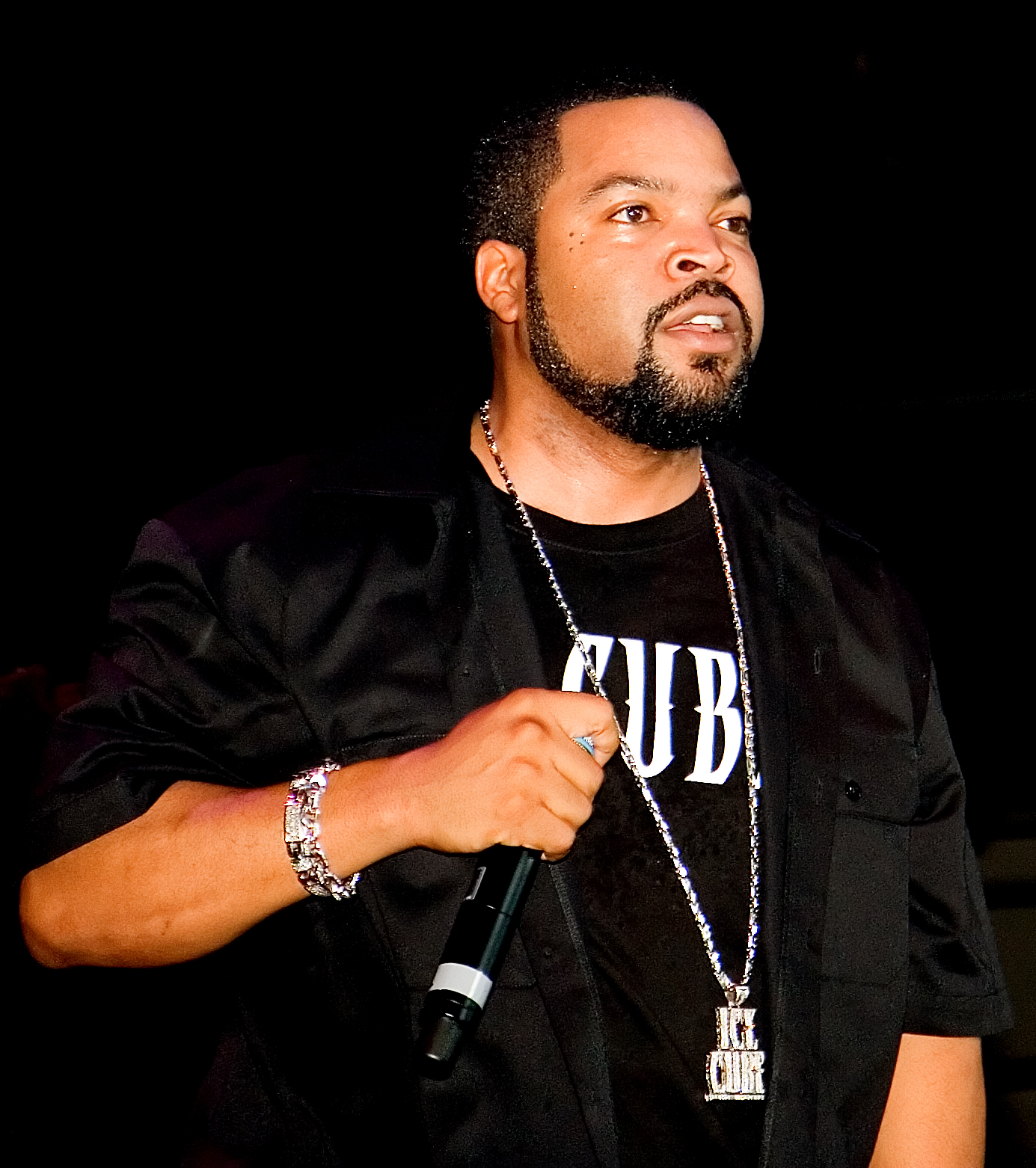
Ice Cube mentre esegue la canzone in concerto a Toronto

## Video musicale
Il videoclip della canzone è stato pubblicato sulla pagina Myspace di Ice Cube il 3 gennaio 2008, il medesimo giorno dell'uscita del singolo stesso. Diretto da Jonathan Silver, il video inizia nell'aula di una scuola elementare situata cronologicamente nel 2020 (12 anni nel futuro rispetto all'uscita della canzone). Un insegnante in uniforme, al centro tra due bandiere americane, condanna il gangsta rap come "radice di tutti i vizi della nostra società", come le rapine, gli stupri e gli omicidi. Quando un piccolo alunno chiede se il distretto di Compton fosse già stato pericoloso prima dell'emergere del gangsta rap o meno, l'insegnante gli urla contro che sta sbagliando. A questo punto l'aula si oscura e il volto di Ice Cube appare proiettato su uno schermo, mentre rappa la sua canzone.
Oltre al cantante, il video passa in rassegna anche immagini di alcune delle maggiori stragi avvenute negli USA, di cui alcune sono: le rivolte di Los Angeles del '92, la sparatoria contro la Virginia Tech University, immagini della guerra in Iraq e perciò lo scandalo di Abu Ghraib, i famigerati attentati alle Torri Gemelle, lo scioglimento della calotta polare e il suicidio in diretta tv di Budd Dwyer nel 1972.
Il video contiene dei cameo dei rapper WC e DJ Crazy Toones.

## Nella cultura di massa
Nel 2009 è stato realizzato un remix della canzone, da parte dei rapper Nas e Scarface.
Invece, la versione originale realizzata da Ice Cube di Gangsta Rap Made Me Do It è inclusa nella colonna sonora interamente rap del videogioco Midnight Club: Los Angeles, anch'esso uscito nel 2008.